# بانتینگفورد
longitudeبانتینگفوردlatitudeبانتینگفورد
بانتینگفورد (به انگلیسی: Buntingford) یک منطقهٔ مسکونی در انگلستان است که در شرق انگلستان واقع شده‌است.

## خصوصیات
بانتینگفورد ۴٬۸۲۰ نفر جمعیت دارد.